# Islwyn
Islwyn var ett distrikt i grevskapet Gwent, i Wales. Detta distrikt hade 67 200 invånare år 1992. Distriktet upprättades den 1 april 1974 genom att stadsdistrikten Abercarn, Mynyddislwyn och Risca slogs ihop med del av stadsdistriktet Bedwellty. Det avskaffades 1 april 1996 och blev en del av Caerphilly.